# قائمة بالمنظمات الحكومية الدولية

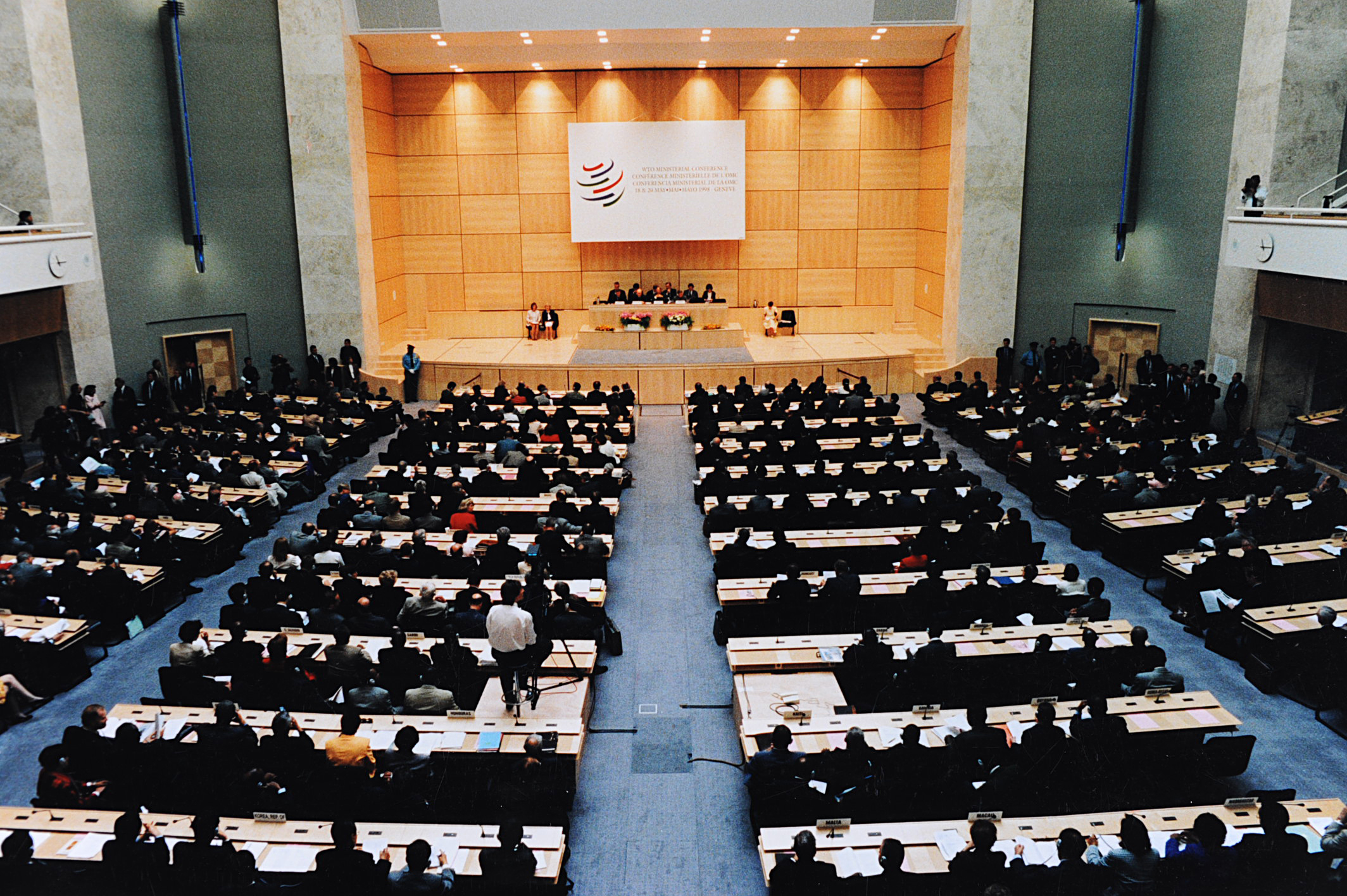
مؤتمر وزاري خاص بمنظمة التجارة العالمية، في جينيف، سويسرا.

تضم القائمة التالية المنظمات الحكومية الدولية الرئيسية القائمة:

## وكالات ومنظمات الأمم المتحدة
تحتوي منظمة الأمم المتحدة على ستة جذور رئيسة:
- الجمعية العمومية (الجمعية الرئيسة للتداول)
- مجلس الأمن (يحدد القرارات الأساسية للسلام والأمن)
- المجلس الاقتصادي الاجتماعي (يساعد في تعزيز وتطوير التعاون الاقتصادي الاجتماعي الدولي)
- الأمانة العامة (توفر الدراسات والمعلومات والمرافق التي تحتاجها المملكة المتحدة)
- محكمة العدل الدولية (الركن القضائي الرئيس)
- مجلس الوصايا التابع للأمم المتحدة (معطل)

تتضمن منظمة الأمم المتحدة على مؤسسات مالية متنوعة وبرامج ووكالات متخصصة:
- منظمة الأغذية والزراعة
- منظمة العمل الدولية
- المنظمة الدولية للطيران المدني
- المنظمة البحرية الدولية
- الاتحاد الدولي للمواصلات السلكية واللاسلكية
- برنامج الأمم المتحدة المعني بفيروس نقص المناعة البشرية\متلازمة نقص المناعة المكتسبة
- صندوق الأمم المتحدة لتنمية المشاريع الإنتاجية
- مجلس الأمم المتحدة لحقوق الإنسان (يوان اج ارسي)
- صندوق الأمم المتحدة الدولي لرعاية الطفولة (يونيسيف)
- برنامج الأمم المتحدة للتنمية
- منظمة الأمم المتحدة للتعليم والعلوم والثقافة (يونسكو)
- برنامج الأمم المتحدة للبيئة
- برنامج الأمم المتحدة للاستيطان السكاني
- منظمة الأمم المتحدة للتنمية الصناعية
- مكتب الأمم المتحدة للحد من الكوارث (يونيسدر)
- مكتب الأمم المتحدة للمخدرات والجنايات
- اتحاد البريد العالمي
- منظمة الصحة العالمية
- المنظمة العالمية للملكية الفكرية
- برنامج التغذية العالمي
- المنظمة العالمية للأرصاد الجوية
- منظمة السياحة الدولية
- تحتفظ منظمة أل (يوان) بمكاتب متعددة
- مقر الأمم المتحدة (مدينة نيويورك)
- مكتب الأمم المتحدة في جينيف
- مكتب الأمم المتحدة في نيروبي
- مكتب الأمم المتحدة في فيينا

تحتوي منظمة أل (يوان) أيضا على جذور فرعية:
- محكمة الجنايات الدولية لجمهورية يوغسلافيا السابقة (آي سي تي واي)
- محكمة الجنايات الدولية لرواندا (آي سي تي آر)

## منظمات الأبحاث الزراعية
- مركز إفريقيا للرز (جمعية تنمية زراعة الرز في غرب افريقيا، دبليو ايه آر دي ايه)
- معهد التنوع البيولوجي العالمي (المعهد الدولي للموارد الوراثية النباتية، آي بي جي آرآي)
- مركز الأبحاث العالمي لزراعة الغابات (سيفور)
- المركز الدولي للزراعة المدارية (سي آي أيه تي)
- المركز الدولي لأبحاث الزراعة في المناطق الجافة (ايكردا)
- المعهد الدولي للبحوث المتعلقة بمحاصيل المناطق المدارية شبه القاحلة (ايكريستا)
- المعهد الدولي لأبحاث السياسات الغذائية (آيلري)
- المعهد الدولي للزراعة المدارية (آي آي تي أيه)
- المعهد الدولي لبحوث الماشية (آي ال آي آر)
- المركز الدولي لتحسين الذرة الصفراء والقمح (سيميت)
- مركز البطاطا الدولي (سي آي بي)
- المعهد الدولي لأبحاث الرز (آي آر آر آي)
- المعهد الدولي لإدارة المياه (آي دبليو ام آي)
- المركز العالمي للحراجة الزراعية (المركز الدولي لأبحاث الحراجة، آيكراف)
- المركز الدولي للأسماك (المركز الدولي لإدارة الموارد المائية الحية، آيكلارم)

## المنظمات الإنسانية

### منظمات الهجرة
- المنظمة الدولية للهجرة (آي أو ام)
- المركز الدولي لتطوير سياسات الهجرة (آي سي ام بي دي)

### المنظمات المعنية بالأشخاص المفقودون
- اللجنة الدولية المعنية بالمفقودين (آي سي ام بي)

### منظمات الإنقاذ
- برنامج كوسباس-سارسات الدولي

## المنظمات البيئية
- الاتفاق بشان حفظ طائري الفطرس والنوء (اية سي ايه بي)
- المنتدى الوزاري للبيئة في أمريكا اللاتينية ومنطقة البحر الكاريبي
- المرفق العالمي للبيئة (جيف)
- الفريق الحكومي الدولي المعني بتغيير المناخ (آي بي سي سي)
- الاتحاد العالمي لحفظ الطبيعة (آي يو سي ان)
- الشراكة بإدارة البيئة لبحار شرق آسيا (بي إي ام اس إي ايه)
- برنامج الأمم المتحدة للبيئة (يو ان إي بي)

## منظمات الأسماك
- لجنة مصائد الأسماك لآسيا والمحيط الهادي (أيه بي اف آي سي)
- هيئة حفظ الموارد البحرية الحية في انتراكتيكا (سي سي ايه ام ال آر)
- هيئة الأسماك في البحار الكبرى (جي ال اف سي)
- الجنة المعنية بأسماك التون في المحيط الهندي (آي أو تي سي)
- لجنة البلدان الأمريكية لسمك التون المداري (آي ايه تي تي سي)
- اللجنة الدولية لحفظ تون المحيط الأطلسي (آي سي سي ايه تي)
- اللجنة الدولية لسمك الهلبوت في المحيط الهادئ (آي بي اج سي)
- اللجنة الدولية المعنية بصيد الحيتان (آي دبليو سي)
- لجنة مصائد الأسماك في شمال شرق المحيط الأطلسي (ان إي ايه اف سي)
- منظمة مصائد الأسماك في شمال غرب المحيط الأطلسي (نافو)
- منظمة حفظ اسماك السلمون في شمال المحيط الأطلسي (ناسكو)
- اللجنة المعنية بسمك السلمون في المحيط الهادئ (بي اس سي)
- مركز تنمية الأسماك في جنوب شرق آسيا (سي إي ايه اف دي إي سي)
- لجنة مصائد الأسماك في المنطقة الغربية والوسطى من المحيط الهادئ (دبليو سي بي اف سي)
- شبكة مراكز تنمية المائيات في آسيا والمحيط الهادئ (ناكا)

## المنظمات البحرية الدولية
- معاهدة أمانة انتراكتيكا (ايه تي اس)
- المنظمة الهيدروغرافية الدولية
- منظمة الملاحة الدولية
- اللجنة الدولية لقاع البحر
- المجلس الدولي لاستكشاف البحار (آي سي إي اس)
- منظمة العلوم الدولية لشمال المحيط الهادئ (بيسيس)

## منظمات التحكم في التسليح
- المؤتمر الدولي لنزع السلاح
- منظمة حظر الأسلحة الكيميائية (أو بي سي دبليو)
- اللجنة التحضيرية لمعاهدة الحظر الشامل للأسلحة النووية (سي تي بي تي أو)
- اتفاق واسينار
- مجموعة موردي المواد النووية (ان اس جي)
- فريق أستراليا (ايه جي)
- نظام مراقبة تكنولوجيا القذائف (ام تي سي آر)

## منظمات الطاقة الدولية

### منظمات ذات قطاعات متعددة
- وكالة الطاقة الدولية
- ميثاق الطاقة
- المجموعة الدولية للطاقة
- منظمة الأمم المتحدة للتنمية الصناعية (يونيدو)
- المعهد الدولي لتحليل النظم التطبيقية (آي آي أي اس ايه)
- منتدى الطاقة الدولي (أي أي اف)

### منظمات الطاقة المستدامة
- الوكالة الدولية للطاقة المتجددة (إرينا)
- منظمة الطاقة المستدامة للجميع الدولية (سي فور ال)
- الشراكة في مجال الطاقة المتجددة وترشيد الطاقة (رييب)
- الحلف الدولي للطاقة الشمسية

### منظمات الطاقة النووية
- جماعة الطاقة الذرية الأوروبية
- الوكالة الدولية للطاقة الذرية
- المركز الدولي لتطبيق التجارب العلمية لضوء السنكترون في الشرق الأوسط
- منظمة تنمية الطاقة لشبه الجزيرة الكورية
- الوكالة الدولية للطاقة النووية
- لجنة الأمم المتحدة للطاقة الذرية
- الرابطة العالمية للمشغلين النوويين

## منظمات المال والتجارة والجمارك
- اتحاد الاشتمال المالي (ايه اف أي)
- بنك التنمية الأفريقي
- بنك التنمية الآسيوي
- بنك الاستثمار للبنى التحتية الآسيوي
- بنك التسويات الدولية
- مصرف التجارة والتنمية لمنطقة البحر الأسود (بي اس تي دي بي)
- مصرف التنمية الكاريبي (سي دي بي)
- مصرف التنمية للمجلس الأوروبي (سي إي بي)
- مصرف التنمية الأوروبي الأسيوي
- المصرف الأوروبي للأعمار والتنمية
- الاتحاد الأوروبي الآسيوي لأسواق الأوراق المالية (إي بي آر دي)
- فرقة العمل المعنية بالمهمات المالية (فاتف)
- مصرف التنمية للبلدان الأمريكية (آي بي آ ردي)
- المكتب الدولي للأوزان والمعايير (بي آي بي ام)
- وكالة الطاقة الدولية (آي إي ايه)
- الصندوق الدولي للتنمية الزراعية (آي اف ايه دي)
- المنظمة الدولية لقانون التنمية (مقرها في أوروبا) (آيدلو)
- صندوق النقد الدولي (آي ام اف)
- مصرف التنمية الإسلامي (آي دي بي)
- شركة التمويل الإنمائي الهولندية (اف ام أو)
- مصرف التنمية الشمالي (ان دي اف)
- مصرف الاستثمار الشمالي (ان آي بي)
- المصرف الإنمائي الجديد (ا ندي بي)
- منظمة التعاون الاقتصادي والتنمية (أو أي سي دي)
- صندوق أوبك للتنمية الدولية (مؤسسة اوبك)
- منظمة البلدان المصدرة للنفط (اوبك)
- مصرف التنمية لغرب أفريقيا (بود)
- مجموعة البنك الدولي
- البنك الدولي للتنمية والأعمار (آي بي آردي)
- المؤسسة الدولية للتنمية (آي دي ايه)
- مؤسسة التعاون المالي الدولية (آي اف سي)
- وكالة ظمآن الاستثمارات متعددة الأطراف (ميغا)
- المركز الدولي لتسوية منازعات الاستثمار (آي سي اس آي دي)
- منظمة الجمارك العالمية (دبليو سي أو)
- منظمة التجارة العالمية (دبليو تي أو)
- المحكمة الجنائية الدولية (آي سي سي)

## المنظمات المعنية بالتعاون لإنفاذ القانون
- محكمة الجنايات الدولية (آي سي سي)
- المنظمة الدولية للشرطة الجنائية (الانتربول)
- محكمة التحكيم الدائمة (بي سي  آيه)

## منظمات النقل الدولية
- المنظمة الحكومية الدولية للنقل الدولي بالسكك الحديدية (آي اف أو تي)
- المنظمة الدولية للتعاون في سكك الحديد (أو اس جاي دي/أس أس أج دي)
- المنظمة البحرية الدولية
- منظمة الطيران المدني الدولية
- اللجنة الدولية للملاحة في نهر الراين
- منتدى النقل الدولي

## المنظمات الإقليمية

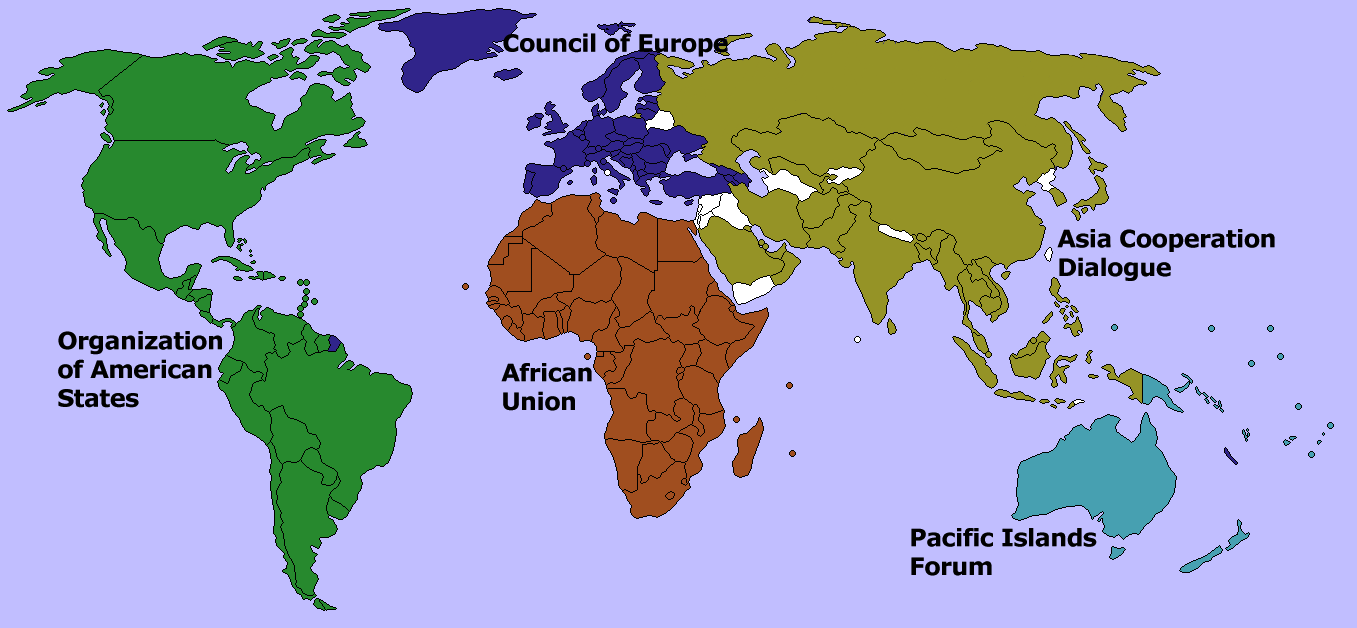
تضم هذه المنظمات تقريبا كل البلدان في قاراتها. لاحظ أن روسيا عضو في كل من المجلس الأوروبي (سي او إي) ومجلس التعاون في أسيا (اية سي دي), وكوبا هي عضو معلق العضوية في منظمة الولايات المتحدة الأمريكية (او ايه اس). أنظر أيضا إلى المنظمات القارية.

### أوروبا
- الاتحاد الأوروبي (إي يو)
- اتحاد غرب أوروبا (معطل)
- اتحاد الأربعة الكبار (غرب أوروبا)
- المجلس الأوروبي (سي أو إي)
- مبادرة وسط أوروبا (سي إي آي)
- المجتمع الدولي للطاقة
- المنظمة التجارة الحرة الأوروبية (إي اف تي ايه)
- المنظمة الأوروبية لبراءة الاختراع (إي بي أو)
- المؤسسة الأوروبية للعلوم
- المنظمة الأوروبية لسلامة الملاحة الجوية (يورو كنترول)
- المجموعة التساعية الدولية (جي ناين)
- لجنة الأحوال المدنية الدولية (آي سي سي اس)
- اللجنة المركزية للملاحة في نهر الراين (سي سي ان آر)
- مجلس دول بحر البلطيق (سي بي ا س اس)
- اتحاد دول البحر الأسود وبحر البلطيق (بي بي اس يو)
- مجلس المناطق الأوروبية (ايير)
- منتدى الاَير
- سيرن
- المركز الأوروبي للأبحاث النووية
- الاتفاقات الدولية لإنماء الانشطار النووي (إي ا ف دي ايه جيت)
- المختبر الأوروبي لعلم الإحياء الجزيئي (إي ام بي ال)
- وكالة الفضاء الأوروبية (إي اس ايه)
- المنظمة الأوروبية لاستثمار الأقمار لاصطناعية المخصصة للأرصاد الجوية (إي يوام إي تي سات)
- المرصد الجنوبي الأوروبي (ايزو)
- المرفق الأوروبي للإشعاع السنكروتروني (إي اس آر اف)
- المنظمة الأوروبية المعنية بليزر إلكترون الأشعة السينية الحر (اكس فيل الأوروبي)
- مؤسسة لانفيان للأسلحة الخفيفة (آي ال ال)
- لجنة حماية البيئة في بحر البلطيق
- بينيليكس (المشترك)
- الاتحاد الاقتصادي للكسمبورج وبلجيكا
- المجلس البريطاني الايرلندي
- المجلس الاسكندنافي
- المصرف الاستثماري لبلدان الشمال الأوروبي
- شراكة البعد الشمالي في الصحة العامة والرفاهية والاجتماعية (ان دي بي اج اس)
- وكالة التعاون في التسليح المشترك  (اوكار)
- وكالة التعاون في نظام التجارة الدولية (آيتيك)
- مجموعة فيزيغارد (في فور)
- يوريكا
- منظمة التعاون الأوروبي في العلم والتكنولوجيا (كوست)
- جمعية الدفاع عن الديمقراطية وحقوق الإنسان (الكمنولث رابطة الدول غير المعروفة)
- المركز الأوروبي للتنبؤات الجوية متوسطة المدى (إي سي ام دبليو اف)
- مجلس بلدان الشمال الأوروبي الغربي
- اللجنة الدولية لحقوق الإنسان (آي اج آر سي)

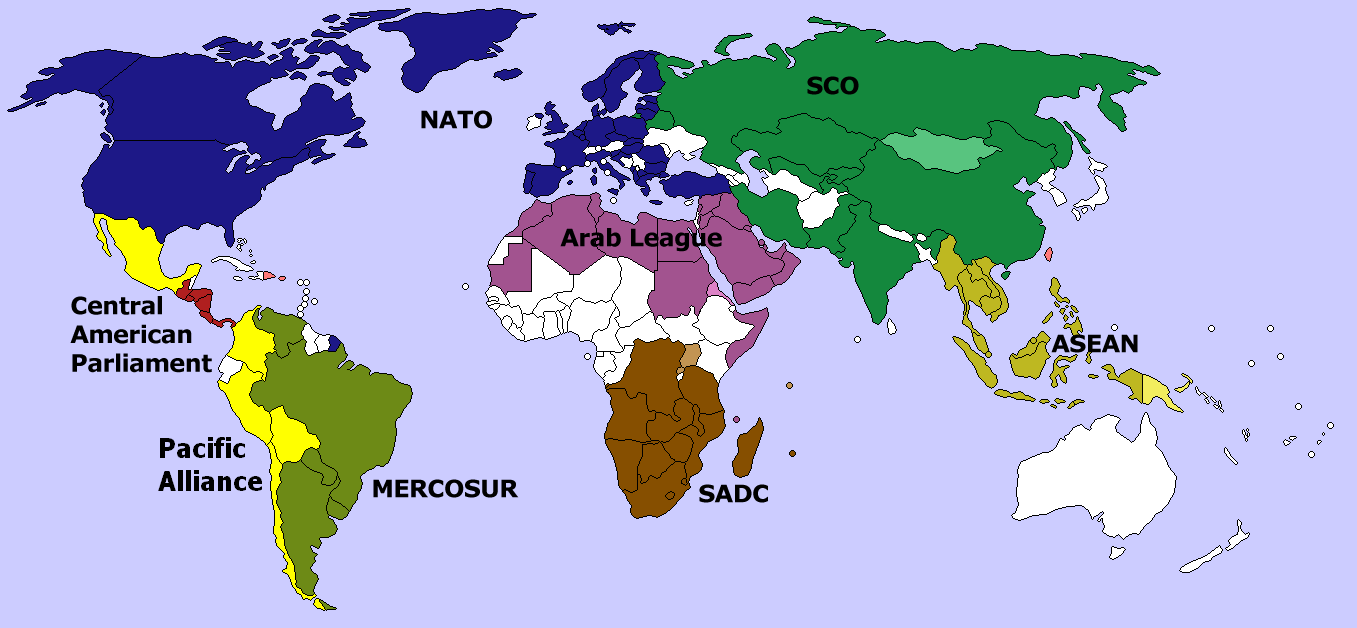
عدة تحالفات كبيرة غير متداخلة. تشير المناطق ذات الألوان الفاتحة إلى البلدان المرشحة أو المشاركة أو المراقبة.

### آسيا
- مجلس التعاون الآسيوي (اية سي دي)
- مصرف التنمية الآسيوي (اية دي بي)
- رابطة التعاون الاقتصادي لآسيا والمحيط الهادئ (ابِك)
- قمة شرق آسيا (إي ايه اس)
- رابطة أمم جنوب شرق آسيا (آسين)
- مبادرة خليج البنغال للتعاون التقني والاقتصادي المتعدد القطاعات (بيمستك)
- الشبكة الدولية لخيزران البامبو والراتان الهندي (اينبار)
- تعاون ميكونك وكانغا (ام جي سي)
- لجنة نهر ميكونغ (ام آر سي)
- الشراكة في الإدارة البيئية لبحار شرق آسيا (بيم سي)
- رابطة جنوب آسيا للتعاون الإقليمي (سارك)
- منظمة وزراء التربية والتعليم لبلدان جنوب آسيا (سيميو)
- أمانة التعاون الثلاثي الدولية (تي سي اس)
- مجلس التعاون الخليجي (جي سي سي)

### المنظمات القارية
- الفريق الثماني
- منظمة يورآسيا (أسيا وأوروبا)
- المؤسسة الأوروبية الآسيوية (ايه اس إي اف)
- المنظمة الأسيوية للتعاون المركزي
- اللجنة الدولية للديمقراطية وحقوق المجتمعات
- منظمة معاهدة الأمن المشترك (سي اس تي أو)
- رابطة الدول المستقلة (سي آي اس)
- منظمة التعاون الاقتصادي (إيكو)
- الاتحاد الاقتصادي لآسيا وأوروبا (إي إي يو/ إي ايه إي يو)
- منظمة كوام للديمقراطية والتنمية الاقتصادية
- منظمة التعاون الاقتصادي في البحر الأسود (بي اس إي ٍي)
- منظمة شنغهاي للتعاون (اس يس أو)
- ترايكا
- المجلس التركي (تورك كون)
- الاتحاد الدولي
- منظمات واتحادات وجمعيات ما وراء المحيطات
- المجموعة السباعية
- المجموعة ذات العشرة أعضاء (الاقتصادية)
- منظمة حلف الشمال الأطلسي (الناتو)
- منظمة الأمن والتعاون في أوروبا (اواس سي إي)
- منظمة منطقة السلام والتعاون في المحيط الأطلسي (زي بي سي ايه اس)
- منظمات البحر الأبيض المتوسط الدولية
- اتحاد البحر الأبيض المتوسط
- منظمات المحيط الهندي
- رابطة التعاون الإقليمي لبلدان حافة المحيط الهندي (آي أو آر/ ايه آر سي)
- لجنة المحيط الهندي (كوي)
- منظمات المحيط المتجمد الشمالي
- مجلس المنطقة القطبية الشمالية
- منظمات المحيط الهادئ
- انزوس
- منظمة التعاون الاقتصادي بين بلدان آسيا والمحيط الهادئ (ابك)
- شبكة مراكز تربية المائيات في آسيا والمحيط الهادئ (ناكا)
- خطة كولوبو
- المجموعة الخماسية
- مجموعة رأس الحربة الميلانيزية (ا م اس جي)
- المنتدى الدولي لجزر المحيط الهادئ (ا سبي آر إي بي)
- برنامج البيئة الإقليمي لجنوب المحيط الهادئ
- ألأمانة العامة لمجتمع المحيط الهادئ
- المجموعات الدولية لدول أفريقيا والبحر الكاريبي والمحيط الهادئ
- شبكة التعاون التقني لإدارة المشاريع الزراعية (سي تي ايه)
- المنظمات الأفريقية الآسيوية
- المنظمة الاستشارية القانونية الآسيوية-الأفريقية
- شبكة مراكز تربية المائيات في آسيا والمحيط الهادئ

### المنظمات الأفريقية
- الاتحاد الأفريقي
- مجلس انتينتي
- المجموعة الاقتصادية لدول غرب أفريقيا (ايكووز)
- رابطة دول شرق أفريقيا (إي اية سي)
- الاتحاد النقدي الاقتصادي لغرب أفريقيا (يو إي ام أو ايه)
- رابطة التنمية لجنوب أفريقيا (اس اية دي سي)
- الهيئة الحكومية الدولية المعنية بالتنمية (آي جي اية دي)
- اتحاد المغرب العربي
- المركز الإقليمي للأسلحة الصغيرة في البحيرات الكبرى والقرن الأفريقي والولايات الحدودية (ريكسا)

### المنظمات الخاصة بالأمريكتين
- منظمة الدول الأمريكية (أو ايه اس)
- اتحاد دول أمريكا الجنوبية (يوسان)
- ميركوسر
- رابطة دول الانديز
- مركز البلدان الأمريكية للدراسات القضائية (جي اس سي ايه)
- الاتحاد الكاريبي (كارييكوم)
- جمعية دول البحر الكاريبي (ايه سي اس)
- منظمة الدول الشرقية لبحر الكاريبي (أو إي سي اس)
- برلمان أمريكا الوسطى
- الحلف البوليفاري للدول الأمريكية (البا)
- فريق ريو
- منظومة التعاون بين القوات الأمريكية الجوية (سيكوفا)
- مصرف أمريكا الوسطى للتكامل الاقتصادي (كابي)
- منظومة التكامل لأمريكا الوسطى
- منظمة الطاقة لأمريكا اللاتينية (اوال ايه دي إي)
- رابطة أمريكا اللاتينية ومنطقة البحر الكاريبي (سيلاك)
- زيكوسر

## المنظمات التعليمية
- أكاديمية القانون الأوروبي (إيرا)
- المعهد الآسيوي للتكنولوجيا (ايه آي تي)
- سيرلالك
- رابطة كومنولث للتعليم (كول)
- اقليديس (جامعة)
- المعهد الجامعي الأوروبي
- المكتب الدولي للتعليم (حاليا جزء من ال يونسكو)
- المعهد الدولي لتوحيد القانون الخاص
- أنموذج الأمم المتحدة (ام يوان)
- جامعة الأمم المتحدة (يوان يو)

## المنظمات الرقمية
- منظمة العدد 9

## المنظمات الثقافية والعرقية واللغوية والدينية
- منظمة الكومنولث لشؤون الأمم
- المركز الدولي لدراسة حفظ وحماية وترميم الممتلكات الثقافية (ايكروم)
- المنظمة الدولية للفرانكفونية
- رابطة الدول الناطقة باللغة البرتغالية (سي بي ال بي)
- منظمة الدول الأيبيرية- الأمريكية (أو إي آي)
- الجامعة العربية
- منظمة التعاون الإسلامي
- المنظمة الدولية للثقافة التركية (تورك سوي)
- الجمعية البرلمانية الدولية المعنية بالمعتقد الارثودوكسي

## التجمعات الدينية والأيديولوجية
- حلف شمال الأطلسي
- حركة عدم الانحياز
- منظمة معاهدة الأمن المشترك (سي اس في أو)
- المجوعة الدولية ذات الخمسة عشر عضوا (جي 20)
- المجوعة الدولية ذات السبعة والسبعين عضوا (جي 77)
- المجوعة الدولية ذات الأربعة والعشرين عضوا (جي 24)
- المجوعة الدولية ذات العشرين عضوا (جي 20)
- تحالف دول الجزر الصغيرة (اوسيس)
- بريكس (البرازيل وروسيا والهند والصين وجنوب افريقيا)
- التحالف البوليفاري للبلدان الأمريكية (البا)
- جمعية هيئات الانتخاب الدولية (ايه دبليو إي بي)
- التحالفات الجديدة للأجندة السياسية
- مبادرة الحد السلاح
- مجموعات أوروبا الغربية والمجموعات الأخرى

## منظمات أخرى
- المركز الاستشاري لقانون منظمات التجارة العالمية
- المعهد الدولي للديمقراطية والمعونة الانتخابية (انترناشيونال ايديا)
- منظمة الأعضاء المشاركين في السكان والتنمية
- المركز الجنوبي
- المنظمة الدولية للصحة الحيوانية (اف آي بي آي سي)
- منتدى التعاون لجزر المحيط الهندي والهادئ
- تقرير يو

## المنظمات والجمعيات والاتحادات المعطلة
- مجلس التحكم الموحد
- مجلس التعاون العربي
- منظمة التعاهد المركزية
- كوميكون
- مجلس السفراء
- الاتحاد الاقتصادي والجمركي لأفريقيا الوسطى
- جمعية ديليان
- الجمعية الاقتصادية لآسيا وأوروبا (تحولت إلى الاتحاد الاقتصادي لآسيا وأوروبا)[2]
- الجمعية الفرنسية
- الاتحاد الفرنسي
- ج 33
- السلطة الدولية للروهر
- منظمة التجارة الدولية
- الجمعية اللاتينية
- الاتحاد اللاتيني
- جمعية كورينث
- جمعية الأمم
- الجمعية البولينيزية
- منظمة الوحدة الأفريقية
- منظمة معاهدة جنوب شرق آسيا
- اتحاد الدول الأفريقية